# Accordo di Tientsin
L'accordo di Tientsin o convenzione Li-Fournier, concluso l'11 maggio 1884, fu firmato allo scopo di risolvere la guerra non dichiarata tra Francia e Cina per la sovranità sul Tonchino.

## Contesto

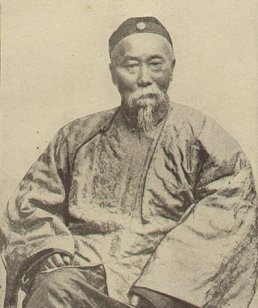
Li Hongzhang

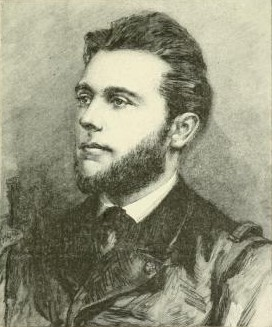
François-Ernest Fournier

L'opposizione cinese agli sforzi francesi per imporre il proprio protettorato sul Tonchino portò verso la fine del 1883 allo scoppio di una guerra non dichiarata tra Francia e Cina. Nel dicembre 1883, i francesi condussero la campagna di Sơn Tây contro l'Esercito della bandiera nera di Liu Yongfu. La vittoria delle truppe francesi guidate dall'ammiraglio Courbet aprì la strada per l'eventuale conquista francese del Tonchino, ma ebbe come conseguenza l'aperta opposizione della Cina, le cui truppe già si erano schierate con l'Esercito della bandiera nera a Sơn Tây. Avendo esaurito gli sforzi diplomatici per convincere i cinesi a ritirare le loro armate dal Tonchino, il governo francese ordinò al generale Charles Millot di attaccare la fortezza di Bắc Ninh, che dall'autunno del 1882 era occupata dall'esercito cinese del Guangxi. Nel marzo 1884, nella campagna di Bắc Ninh, Millot sbaragliò l'esercito del Guangxi e catturò la fortezza.
La sconfitta cinese a Bắc Ninh, che seguiva di poco la caduta di Sơn Tây, rafforzò l'ala moderata del governo cinese e screditò temporaneamente il partito estremista "purista", guidato da Zhang Zhidong, che voleva una guerra su larga scala contro la Francia. Ulteriori successi francesi nella primavera del 1884, tra cui la presa di Hưng Hóa e di Thái Nguyên, convinsero l'imperatrice madre Cixi della necessità di venire a patti con i francesi. I negoziati ebbero luogo a Tientsin. Li Hongzhang, il leader dei moderati cinesi, rappresentava la Cina e il capitano di vascello François-Ernest Fournier, comandante dell'incrociatore Volta, rappresentava la Francia. L'accordo di Tientsin, concluso l'11 maggio 1884, prevedeva il ritiro delle truppe cinesi dal Tonchino in cambio di un trattato che avrebbe regolato gli scambi commerciali tra Francia e Cina e avrebbe definito i confini tra Cina e Vietnam.

## Conseguenze
Il 6 giugno 1884, in base all'articolo IV dell'accordo di Tientsin, i francesi e i vietnamiti firmarono il trattato di Huế (o "trattato Patenôtre"), che imponeva il protettorato francese sull'Annam e sul Tonchino e permetteva ai francesi di staziare truppe in entrambi i territori e di installare residenti nelle città principali. La firma del trattato, che sostituiva il precedente trattato di Huế (o "trattato Harmand") dell'agosto 1883, fu accompagnata da un importante gesto simbolico: il sigillo donato dall'imperatore della Cina al re vietnamita Gia Long alcuni decenni prima venne fuso in presenza dei plenipotenziari francesi e vietnamiti, a testimonianza della rinuncia del Vietnam ai suoi legami tradizionali con la Cina.
In teoria la conclusione dell'accordo di Tientsin avrebbe dovuto risolvere lo scontro tra Francia e Cina per il controllo del Tochino, ma Fournier non era un diplomatico professionista e l'accordo lasciava in sospeso diverse questioni, la più importante delle quali era la mancata indicazione del termine stabilito per il ritiro delle truppe cinesi. I francesi affermarono che il ritiro doveva avvenire immediatamente, mentre i cinesi sostennero che esso era subordinato alla conclusione del trattato che doveva seguire all'accordo.
L'accordo fu estremamente impopolare in Cina e provocò immediati contraccolpi. Il partito favorevole alla guerra chiese l'allontanamento di Li Hongzhang, e gli avversari politici politici di Li fecero inviare alle truppe cinesi nel Tonchino l'ordine di mantenere le loro posizioni. L'intransigenza degli integralisti cinesi portò ad un sanguinoso scontro tra le truppe francesi e cinesi vicino a Bắc Lệ il 23 giugno 1884, che fece precipitare entrambi i paesi in una nuova crisi. Il rifiuto della Cina di pagare un indennizzo per l'imboscata di Bắc Lệ portò allo scoppio della guerra franco-cinese il 23 agosto  1884.